# Kaptajn Bulldog Drummond
Kaptajn Bulldog Drummond (Originaltitel Bulldog Drummond) er en amerikansk dramafilm fra 1929, instrueret af F. Richard Jones og produceret af Samuel Goldwyn.
Manuskriptet blev skrever af Sidney Howard baseret på skuespillet Bulldog Drummond af Herman C. McNeile. Filmen havde Ronald Colman i hovedrollen Hugh "Bulldog" Drummond, der i filmen hjælper en smuk ung pige i nød.
Colman blev nomineret til en Oscar for bedste mandlige hovedrolle, og William Cameron Menzies blev nomineret til en Oscar for bedste scenografi.
Der var tidligere lavet to film om Bulldog Drummond: Bulldog Drummond fra 1923 og Bulldog Drummond's Third Round fra 1925.
Kaptajn Bulldog Drummond var den første Bulldog Drummond-film med lyd. Det var også Colmans første tonefilm.

## Medvirkende
- Ronald Colman – Hugh Drummond
- Claud Allister – Algy Longworth (as Claude Allister)
- Lawrence Grant – Dr. Lakington
- Montagu Love – Carl Peterson
- Wilson Benge – Danny, Drummond's valet
- Joan Bennett – Phyllis Benton
- Lilyan Tashman – Irma
- Charles Sellon – John Travers
- Tetsu Komai – Chong
- Gertrude Short – Barmaid
- Donald Novis – Country Boy

## Eksterne Henvisninger
- Kaptajn Bulldog Drummond på Internet Movie Database (engelsk)
- Kaptajn Bulldog Drummond i Svensk Filmdatabas (svensk)
- Kaptajn Bulldog Drummond på AlloCiné (fransk)
- Kaptajn Bulldog Drummond på MovieMeter (nederlandsk)
- Kaptajn Bulldog Drummond på AllMovie (engelsk)
- Kaptajn Bulldog Drummond hos American Film Institute (engelsk)
- Kaptajn Bulldog Drummond på Turner Classic Movies (engelsk)
- Kaptajn Bulldog Drummond på The Movie Database (engelsk)
- Kaptajn Bulldog Drummond på Rotten Tomatoes (engelsk)
- Kaptajn Bulldog Drummond på Filmaffinity (engelsk)